# Before I Forget
Before I Forget är en låt av bandet Slipknot som vann en Grammy Award. Låten är den tredje singeln från Slipknots album Vol. 3: (The Subliminal Verses). I musikvideon framträder Slipknot utan masker, men videon filmades så att bandmedlemmarnas ansikten aldrig visas helt, i enlighet med bandets tema att vara anonyma. Låten finns med på guitar hero 3 där den anses vara en av de svåra.